# Distretto di Blenio
Il distretto di Blenio è un distretto del Canton Ticino, in Svizzera. Confina con i distretti di Riviera a sud, di Leventina a ovest e con il Canton Grigioni: regioni di Surselva a nord e nord-est, di Moesa e di Viamala a est. Il capoluogo è Acquarossa. Fa parte della Regione Tre Valli.

## Geografia fisica
Il distretto di Blenio è il terzo distretto per superficie e l'ultimo per popolazione del Canton Ticino. Da un punto di vista fisico i confini coincidono circa con lo spartiacque del fiume Brenno (nell'alto corso) e del suo bacino idrografico.

### Montagne
Le montagne del distretto di Blenio raggiungono un'altezza massima di 3402 metri s.l.m. con l'Adula (Rheinwaldhorn in lingua tedesca), seguono altre montagne al di sopra dei 3000 m s.l.m. nella zona nord ed est, lungo tutto il confine con i Grigioni.
Tra le cime più alte, in ordine di grandezza, si ricordano:
- Grauhorn (3260 m s.l.m.)
- Vogelberg (3218 m s.l.m.)
- Piz Medel (3211 m s.l.m.)
- Puntone dei Fraciòn (3202 m s.l.m.)
- Scopi (3190 m s.l.m.)
- Cima di Camadra (3172 m s.l.m.)
- Cima Rossa (3161 m s.l.m.)
- Piz Terri (3149 m s.l.m.)
- Pizzo di Cassimoi (3129 m s.l.m.)
- Piz Jut (3129 m s.l.m.)
- Piz Gaglianera (3121 m s.l.m.)
- Piz Piotta (3121 m s.l.m.)
- Pizzo Cramorino (3112 m s.l.m.)
- Piz Valdraus (3096 m s.l.m.)
- Logia (3080 m s.l.m.)
- Cima dei Cogn (3062 m s.l.m.)
- Cima di Fornee (3056 m s.l.m.)
- Plattenberg (3041 m s.l.m.)
- Piz Baratin (3037 m s.l.m.)
- Punta dello Stambecco (3027 m s.l.m.)
- Torrone di Gorzora (3017 m s.l.m.)
- Pizzo del Corvo (3015 m s.l.m.)

### Fiumi

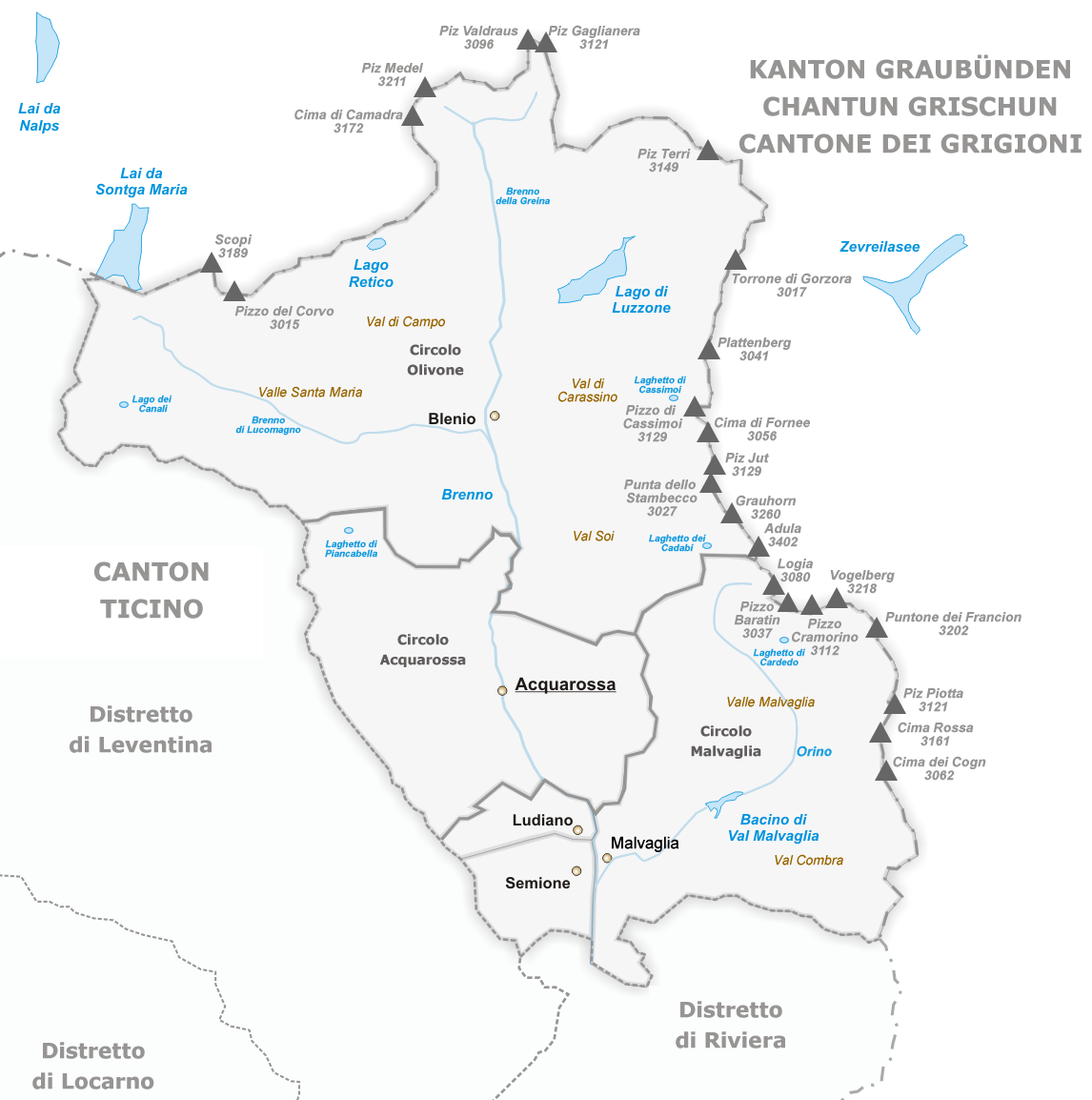
Distretto di Blenio: montagne e laghi

I fiumi principali che attraversano il distretto di Blenio sono due: il Brenno, tributario del Ticino, il quale scorre per tutta la Valle di Blenio, e il torrente Orino, affluente che forma la Val Malvaglia.
I corsi d'acqua che danno vita al Brenno sono due, che si congiungono all'altezza di Olivone: il Brenno di Lucomagno, che nasce vicino all'omonimo passo, ai piedi del Pizzo dell'Uomo, e il Brenno della Greina, che è il corso principale, che nasce al Piz Medel e al Piz Valdraus.

### Laghi
Il distretto di Blenio possiede laghi di piccole dimensioni per lo più alpini o glaciali. Ci sono laghi di ampie dimensioni ma di origine artificiale o di sbarramento dovuti a frane.
Nel primo caso ricordiamo il Lago Retico (2372 m s.l.m.) posto a nord al confine con i Grigioni.
Nel secondo tipo ricordiamo il Lago di Luzzone (1606 m s.l.m.) nei pressi di Olivone.
Nel terzo tipo ricordiamo il Bacino di Val Malvaglia (990 m s.l.m.) generato da una frana di sbarramento del torrente Orino, in seguito è stata costruita la diga della Val Malvaglia.
Oltre a questi laghi ci sono poi altri laghetti alpini come il Lago dei Canali (2180 m s.l.m.) ai piedi del Pizzo dell'Uomo, il Laghetto di Piancabella (2293 m s.l.m.), il Laghetto di Cassimoi (2982 m s.l.m.) ai piedi del Pizzo di Cassimoi, il Laghetto dei Cadabi (2646 m s.l.m.), alimentato dai ghiacciai dell'Adula, il Laghetto di Cardedo (2605 m s.l.m.).

### Valli
Il distretto di Blenio comprende buonissima parte della Valle di Blenio che ne è, quindi, la parte centrale e più consistente. Da questa si diramano altre valli secondarie che vanno a comporre il distretto tra cui la Val Malvaglia, la Valle Santa Maria e la Val Soi.

## Importanza strategica
Il distretto ha avuto una grandissima importanza strategica nei tempi grazie al Passo del Lucomagno che era una delle vie preferite nei collegamenti alpini tra nord e sud soprattutto per il trasporto delle merci.
La ridotta altitudine e la facilità di percorrenza avevano reso il passo del Lucomagno preferito rispetto ai passi vicini e dotato di una strada carrabile. Si trattava di una strada sicura e ben difesa rispetto a quella del Passo del San Gottardo, ad esempio, che era molto più breve come distanza di percorrenza, ma presentava delle notevoli difficoltà soprattutto tra Andermatt e Göschenen. Chi controllava la valle di Blenio, quindi, controllava tutto il traffico merci tra Grigioni e valle del Ticino.
Sul versante grigionese, infatti, il monastero di Mustér controllava fin dall'Alto medioevo l'accesso alla Val Medel e, quindi, al passo, mentre sul versante ticinese restano diverse testimonianze di strutture difensive come le Case dei pagani.
Ancora oggi la Val di Blenio è ricca di testimonianze architettoniche legate all'architettura romanica, forse tra le più importanti del Ticino, a testimonianza di questa sua importanza strategica e alla frequenza con cui era percorsa la via di comunicazione da viandanti e pellegrini.
Nel XIII secolo, tuttavia, iniziava il declino del Lucomagno a causa di una serie di fattori. Ad esempio la costruzione del ponte del diavolo nella via di collegamento del passo del San Gottardo aveva donato una certa facilità di percorrenza a questo passo, mentre la nascente Confederazione svizzera cercava di privilegiare il Gottardo rispetto al Lucomagno per il controllo che vi esercitava fin dagli inizi del XIV secolo.

## Infrastrutture e trasporti
Il territorio del distretto è attraversato dalla strada che collega Biasca a Disentis/Mustér nel Canton Grigioni attraverso il Passo del Lucomagno. A Biasca si trovano l'uscita autostradale e la stazione ferroviaria più vicine.
In passato la Val di Blenio era percorsa dalla ferrovia Biasca-Acquarossa.

## Località sciistiche
- Nara (Acquarossa): 2 seggiovie biposto, 3 skilift, 2 manovie
- Campo Blenio-Ghirone: 2 skilift, 1 tapis roulant
- Campra

## Geografia antropica

### Suddivisioni amministrative

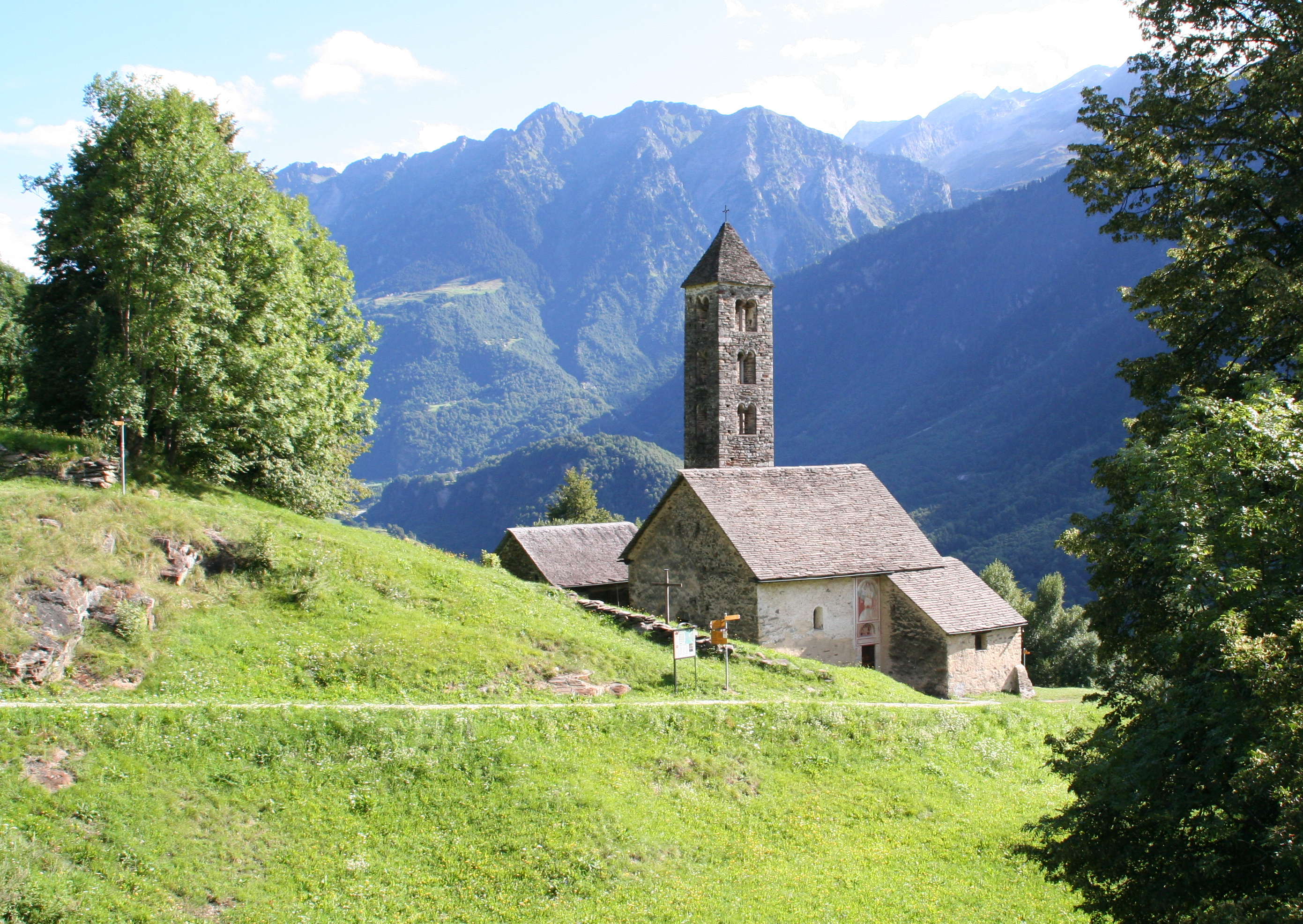
Chiesa di Negrentino, Acquarossa

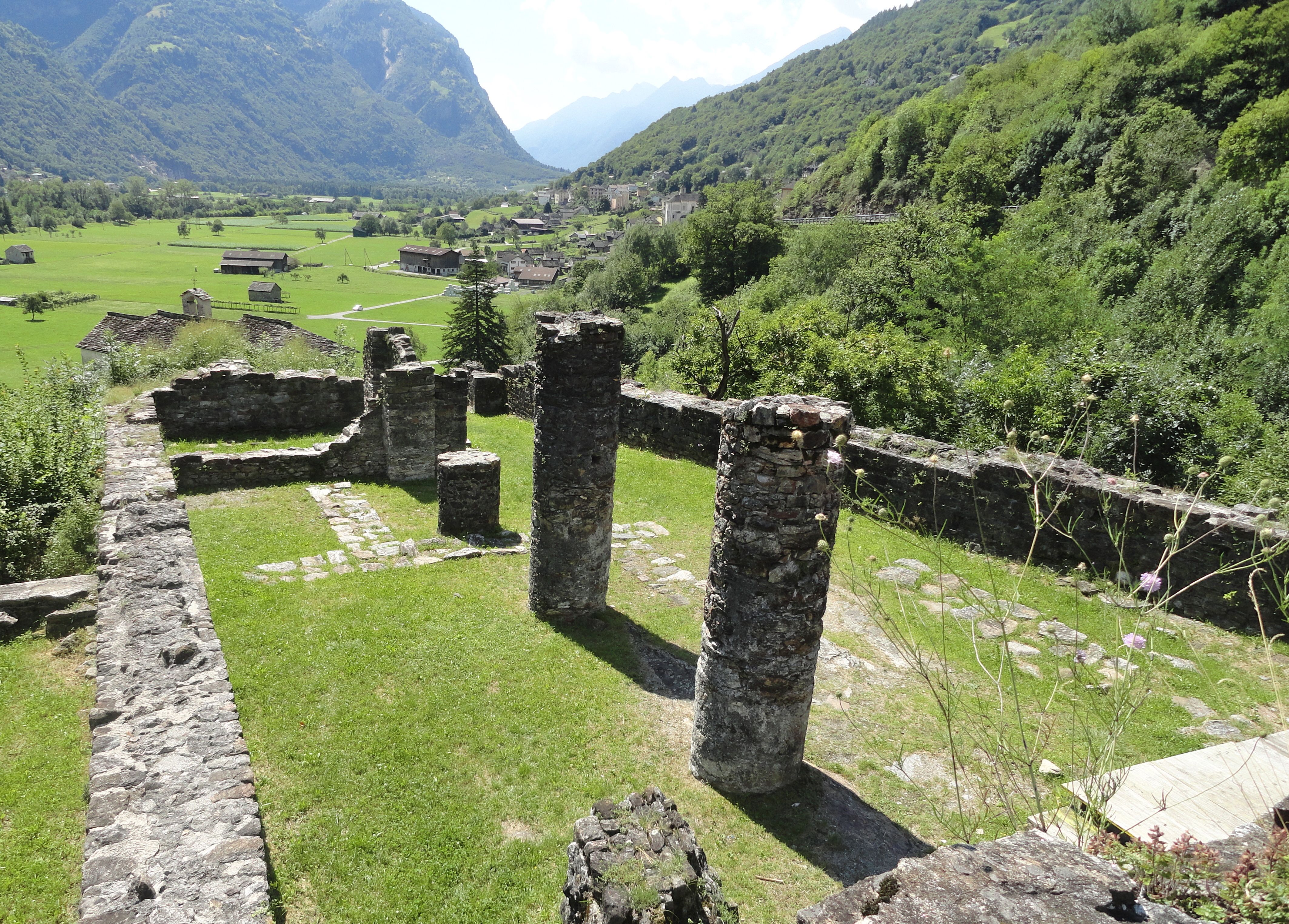
Ruderi del Castello di Serravalle

Il distretto di Blenio è diviso in 3 circoli e 3 comuni:
| Circolo d'Acquarossa | Circolo d'Acquarossa | Circolo d'Acquarossa | Circolo d'Acquarossa |
| Stemma               | Nome del comune      | Abitanti 31-12-2016  | Superficie in km²    |
| -------------------- | -------------------- | -------------------- | -------------------- |
| Acquarossa           | Acquarossa           | 1 850                | 61,6                 |

| Circolo di Malvaglia | Circolo di Malvaglia | Circolo di Malvaglia | Circolo di Malvaglia |
| Stemma               | Nome del comune      | Abitanti 31-12-2016  | Superficie in km²    |
| -------------------- | -------------------- | -------------------- | -------------------- |
|                      | Serravalle           | 2 101                | 96,9                 |

| Circolo d'Olivone | Circolo d'Olivone | Circolo d'Olivone   | Circolo d'Olivone |
| Stemma            | Nome del comune   | Abitanti 31-12-2016 | Superficie in km² |
| ----------------- | ----------------- | ------------------- | ----------------- |
| Blenio            | Blenio            | 1 816               | 202,1             |

## Variazioni amministrative dal 1803

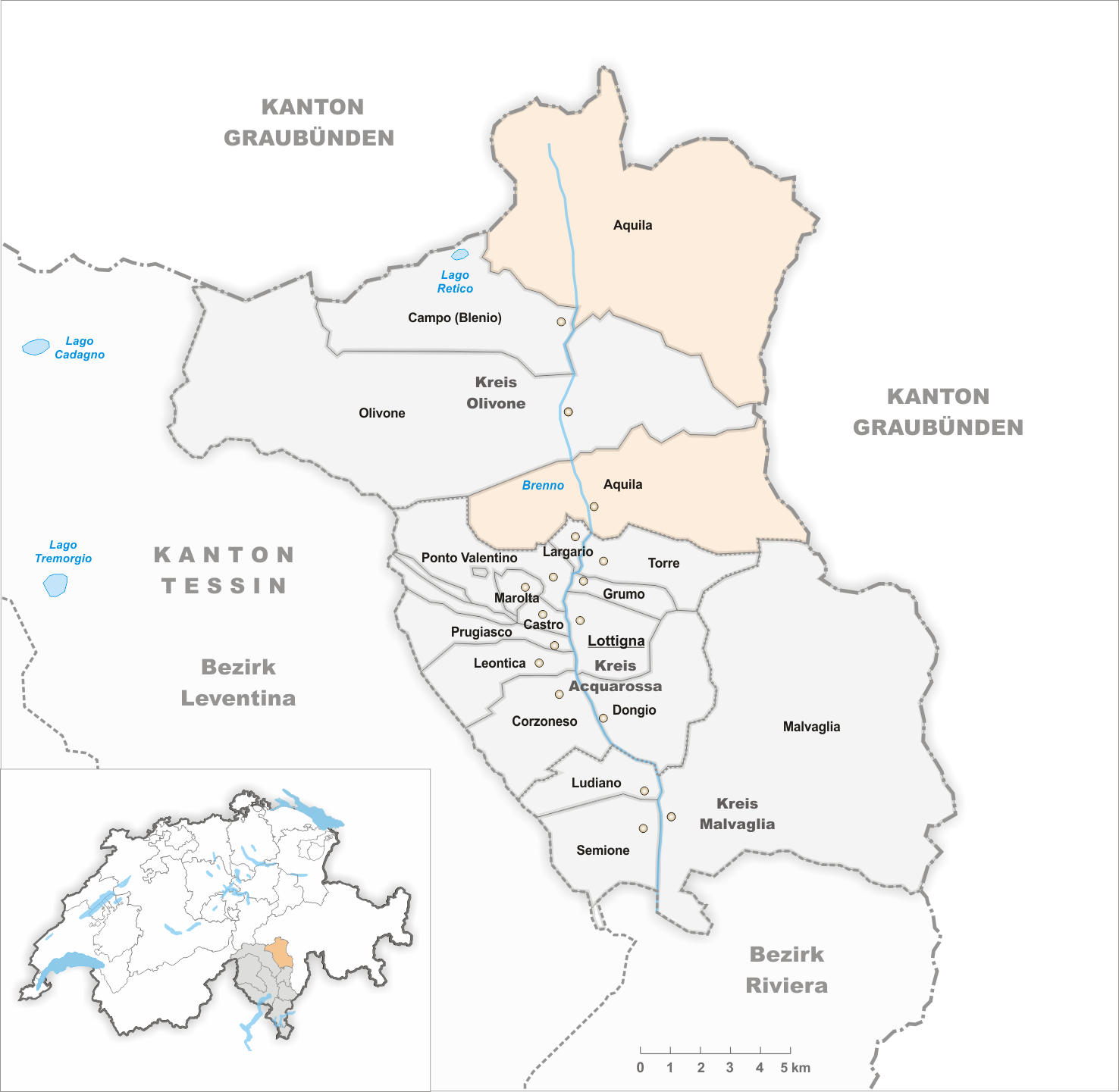
I comuni fino al 1852
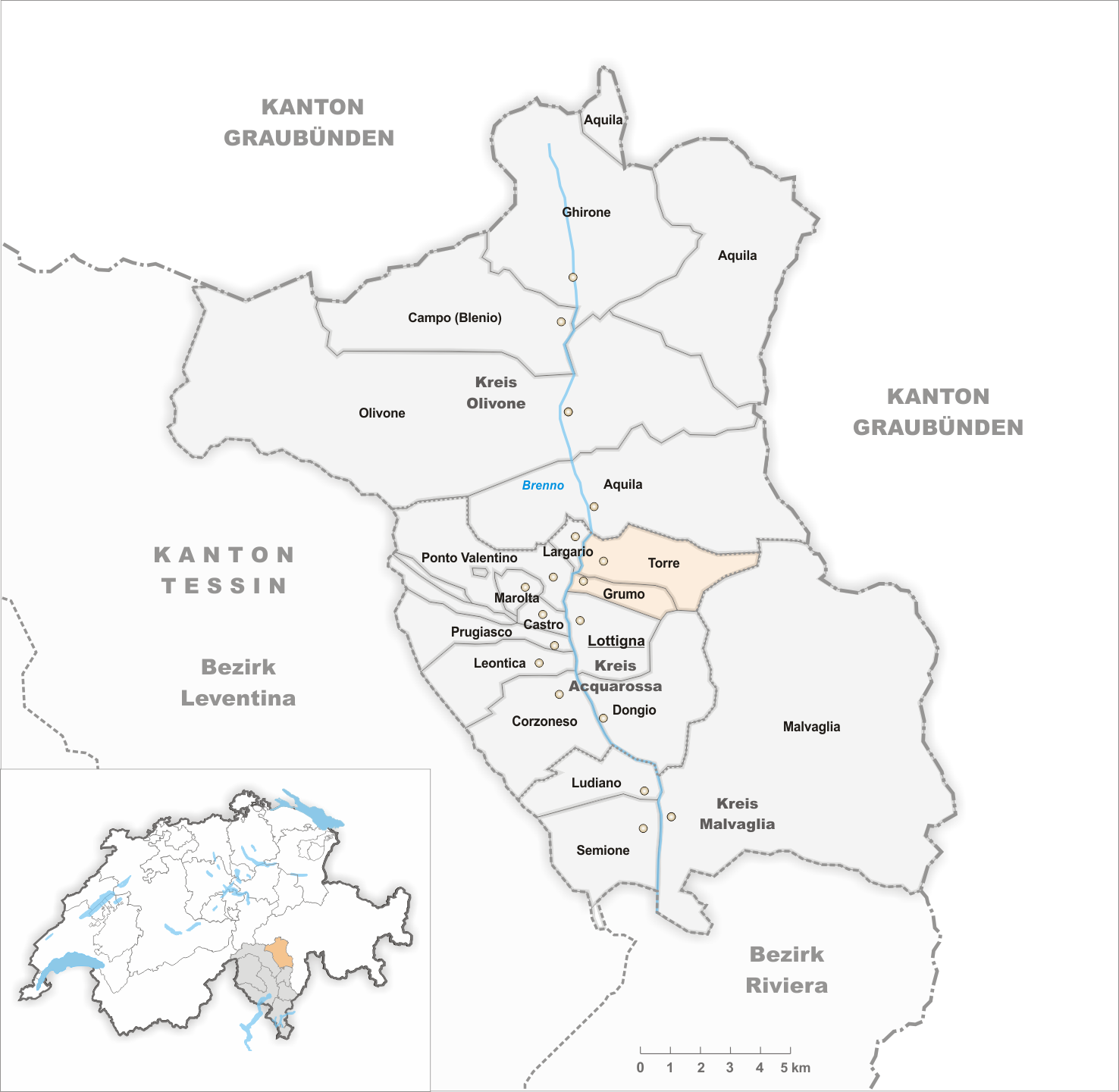
I comuni fino al 1927
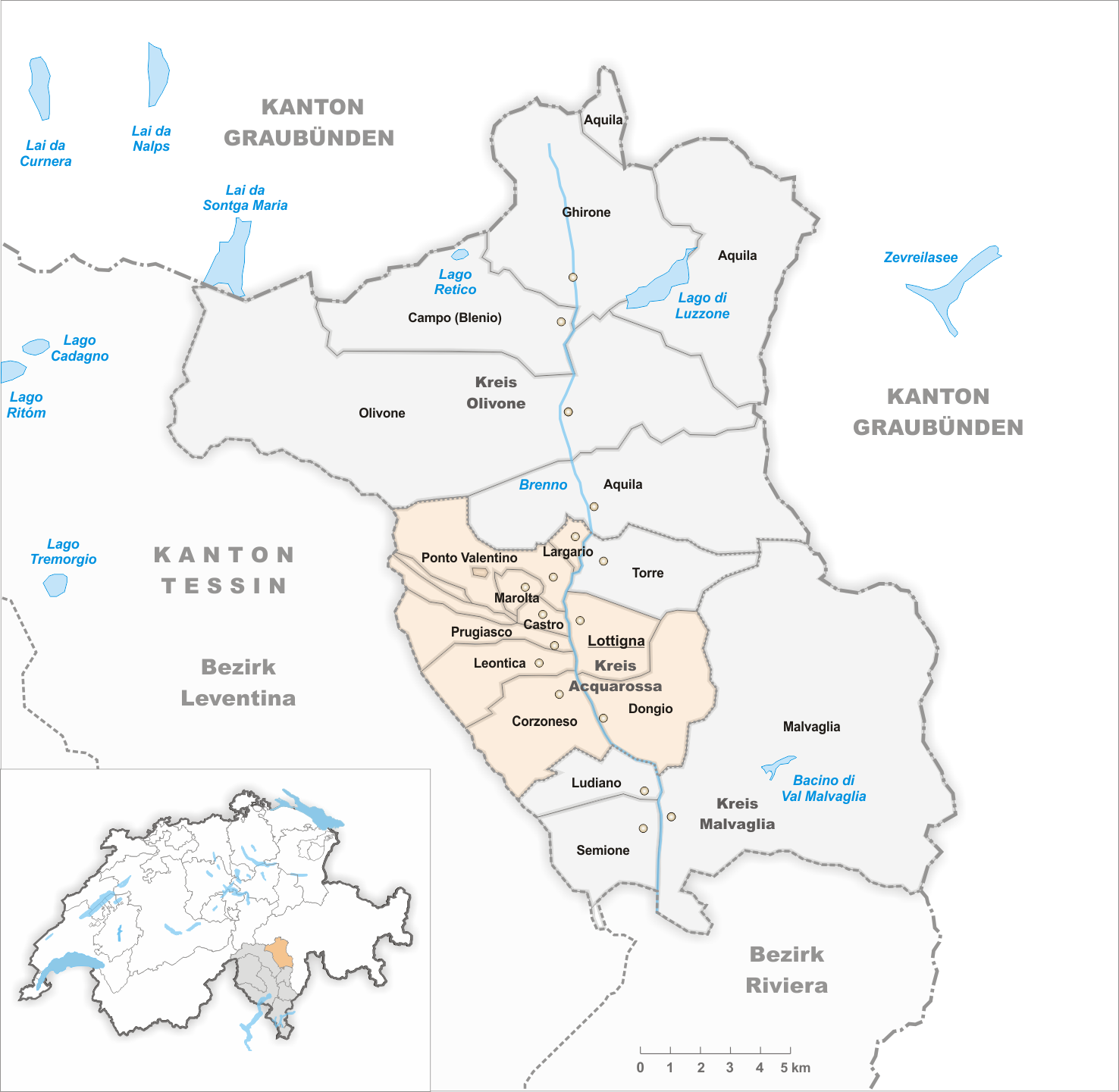
I comuni fino al 2004
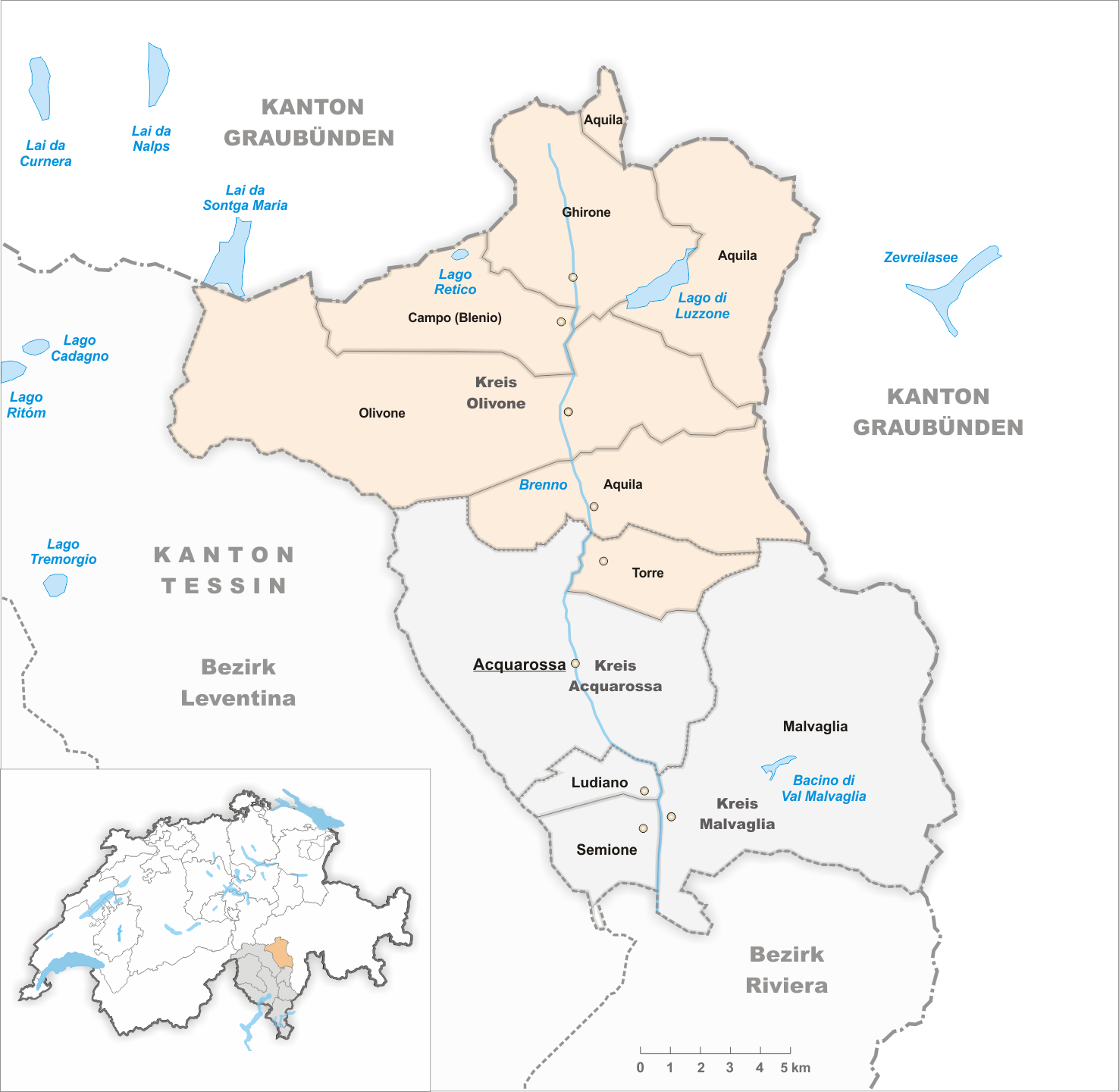
I comuni fino al 2006
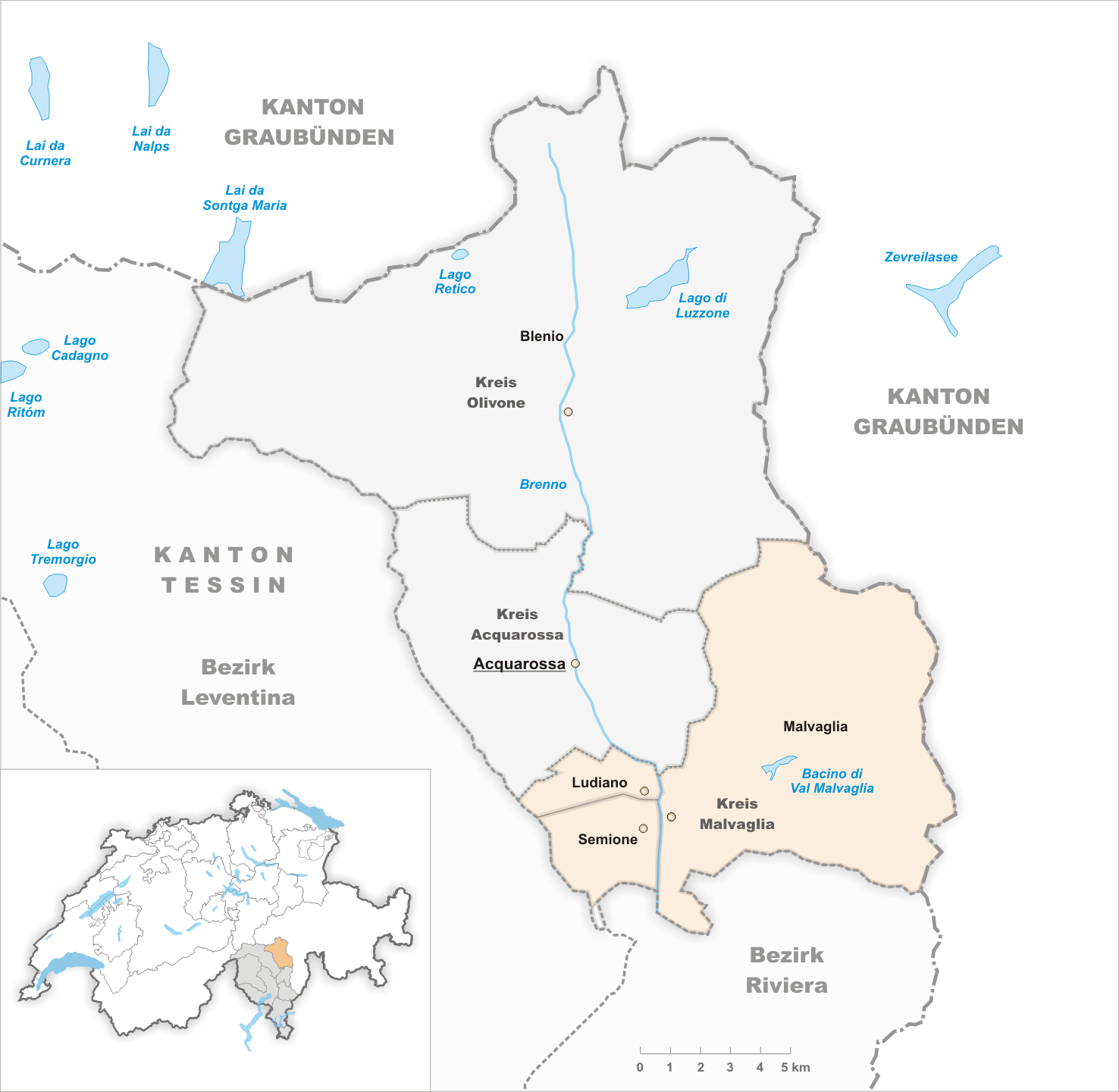
I comuni fino al 2012

- 1836: il comune di Buttino viene incorporato nel comune di Ghirone.
- 25 novembre 1927: il comune di Grumo viene incorporato nel comune di Torre
- 8 ottobre 2003: i comuni di Castro, Corzoneso, Dongio, Largario, Leontica, Lottigna, Marolta, Ponto Valentino e Prugiasco vengono fusi nel nuovo comune di Acquarossa.
- 22 ottobre 2006: i comuni di Aquila, Campo, Ghirone, Olivone e Torre vengono fusi nel nuovo comune di Blenio.
- 1º aprile 2012: i comuni di Ludiano, Malvaglia e Semione vengono fusi nel nuovo comune di Serravalle